# 80th Birthday Stadium
Das 80th Birthday Stadium (Thai: สนามกีฬาเฉลิมพระเกียรติ 80 พรรษา 5 ธันวา 2550, dt.: Stadion zu Ehren des 80. Geburtstags des Königs, 5. Dezember 2007), kurz auch Korat-Stadion genannt, ist ein Multifunktionsstadion in Nakhon Ratchasima, Thailand. Das Stadion wurde für die 24. Südostasienspiele, welche vom 6. Dezember 2007 bis 15. Dezember 2007 in Thailand stattfanden, errichtet. Das Stadion befindet sich im Sport Komplex des 5. Dezember und wurde am 2. Juli 2007 eröffnet. Zu den Südostasienspielen fanden im Stadion die Eröffnungs- und Abschlussfeierlichkeiten statt. Ebenso wurden die Leichtathletik und Fußballwettbewerbe hier ausgetragen. Das Stadion bietet Platz für 20.000 Zuschauer. Heute wird das Stadion als Heimspielstätte des FC Nakhon Ratchasima genutzt.
Der Name des Stadions und des Sportkomplexes leiten sich von dem ehemaligen König Thailands Bhumibol Adulyadej ab, welcher am 5. Dezember 2007 seinen 80. Geburtstag feierte.

## Nutzer des Stadions
| Verein                  | Zeitraum der Nutzung |
| ----------------------- | -------------------- |
| Nakhon Ratchasima FC    | 2009 bis heute       |
| Huai Thalaeng United FC | 2017                 |